# Súdánská lidově osvobozenecká armáda

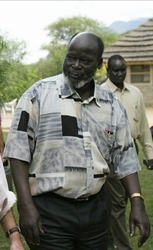
John Garang v srpnu 2004

Vlajka SLOA, nyní vlajka Jižního Súdánu

Súdánská lidově osvobozenecká armáda (SLOA) byla založena v roce 1983. Ačkoliv proklamovala marxismus stejně jako řada dalších povstaleckých uskupení na východě Afriky, nebyla v tomto ohledu příliš radikální. Její vůdce John Garang podtrhl tento fakt, vyzdvihuje odpor jihosúdánského obyvatelstva vůči ústřední vládě v Chartúmu na úkor ideologického rozměru boje. SLOA nevsázela příliš na zahraniční vzory povstaleckých skupin, ale spíše se snažila poučit z nezdarů předchozích ozbrojených střetů první súdánské občanské války z let 1960 až 1972, ve které proti súdánské vládě stála předchůdkyně SLOA Anyanya.
Anyanya vznikla jako výraz odporu vůči arabizaci a diskriminaci obyvatelstva Jižního Súdánu po vzniku samostatného státu (1956) a zejména po převratu z roku 1958. Jejími prvními členy byli bojovníci ze starších povstaleckých skupin z koloniální éry, vyšší úředníci místní správy a studenti. Jednalo se však o velice rozpolcené uskupení nebo spíše soustavu několika povstaleckých skupin. Vůdci jednotlivých frakcí se navzájem neuznávali a soupeřili mezi sebou. Kvůli separatistickým cílům navíc nemohli získat podporu okolních států (Etiopie a Ugandy), které samy na domácí půdě vedly boj se separatistickými skupinami. Teprve díky podpoře Izraele (zprostředkovaně přes Ugandu a Etiopii) jednomu vůdci – Josephu Laguovi – vzniklo poněkud centralizovanější vedení schopné vstoupit do rozhovorů s chartúmskou vládou a dojít tak k mírové smlouvě z Addis Abeby z roku 1972.
Důvodem k obnovení bojů bylo nedodržování smlouvy z Addis Abeby a zejména násilné vyvlastňování půdy za vlády Jaafara Nimeiriho. SLOA se na rozdíl od Anyanye formovala jako celonárodní opozice vůči režimu. Anyanya II byla na konci 70. let a počátku 80. let rovněž spíše zastřešujícím názvem pro řadu ozbrojených skupin. Z důvodu súdánské podpory skupinám bojujícím proti Dergu ovšem Etiopie tentokrát aktivně podporovala odpor jihosúdánských seskupení. Společně s Libyí (ta podporovala jižní frakce až do roku 1985, kdy po pádu Niemiriho soustředila všechnu podporu jen severosúdánské straně Umma pod vedením Sadiqa al-Mahdího) tak přispěly ke konsolidaci roztříštěných ozbrojených formací. Pod vedením Johna Garanga, který de facto zběhnul ze súdánské armády, ze v červenci 1983 zformovala SLOA z několika frakcí Anyanye II.
Chartúm za vlády Nimeiriho i Sadiqa al-Mahdiho podporoval různé odštěpené frakce Anyanye II, které se vyhraňovaly zejména vůči dominaci kmene Dinků (včetně Garanga). Na počátku 90. let musela SLOA čelit několika tlakům – spolčení některých oblastních velitelů s chartúmskou vládou (zejména Riek Mashar a Lam Akol z oblasti Horního Nilu, kteří se odvolávali na Garangův autoritářský styl vedení SLOA), ukončení etiopské podpory po pádu Mengistova režimu a snahám některých velitelů uvnitř SLOA svrhnout Garanga. Chartúmská vláda podporovala jakýkoliv odpor vůči Garangovi, včetně těch stran, které žádaly úplnou nezávislost Jižního Súdánu.
V letech 1992 až 1994 SLOA ztratila řadu pozic a komentátoři jí předpovídali pád. Přesto se udržela – díky vnější podpoře (Uganda, Eritrea i Etiopie, kde všude Chartúm podporoval islámistické separatisty) i pevné opoře ze strany obyvatelstva, které oceňovalo fungující správu území ovládané SLOA (i přes zjevně vojenský charakter SLOA). Ke zvratu došlo v roce 1995; k velkým úspěchům, včetně obnoveného obklíčení Džuby došlo v roce 1997, mimo jiné i díky současným ozbrojeným aktivitám nově vzniklých uskupení jako severosúdánské Národnědemokratické aliance (NDA) a Súdánských spojených sil (SSS – šlo především o bývalé příslušníky súdánské armády, kteří byli odstraněni čistkami vládnoucí Národní islámské fronty či sami zběhli). V roce 2005 byla mezi SLOA a súdánskou vládou podepsána smlouva rozšiřující jihosúdánskou autonomii. V červenci 2005 zemřel John Garang při pádu vrtulníku na cestě z Ugandy.